# Санска кула
Санската, още Ставроникитската или Пинакаската кула (на гръцки: Πύργος Σάνης, Πύργος του Σταυρονικήτα, Πύργος Πίνακα), е средновековна кула, разположена в северния край на курортното селище Сани, дем Касандра, Гърция.

## Местоположение
Кулата е разположена в местността Пинакас на полуостров Касандра, на нисък крайбрежен хълм в южната част на курорта Сани. Разположена е на територията на курортния комплекс Сани Бийч Клъб.

## История
Укрепената кула е служила за защита на метоха на манастира Ставроникита, закупен в 1543 година от патриарх Йеремия I Константинополски от името на манастира. Тя обаче е по-стара от метоха и се датира във втората половина на XIV век или в самото начало на XV век - време, в което на Халкидика са построени много кули, имащи за цел да пазят имотите на Света гора от пирати и разбойници.
Използва се за културни събития, предимно джаз концерти.

## Описание
Кулата прилича на Орфанската кула. Оцеляла е в сравнително добро състояние без сериозни статични проблеми. Височината ѝ е около 10 метра от западната страна и 12 метра от източната страна. Планът ѝ е правоъгълен с размери 7,45 х 6,20 метра. Принадлежи към категорията на гладките външни кули с проста и скромна външна конструкция. Добре построена е, иззидана със здрава, чиста каменна зидария, осеяна със спорадични и неподредени парчета тухли и керамика. Като свързващ материал е използван варов разтвор без керемидни стърготини.
В първоначалния си вид кулата е имала поне три етажа, а на върха е имало покрив с укрепления и бойници. Възможно е на покрива да е имало и параклис. Днес са запазени само два етажа и едно подземно пространство, а под него друго подземно пространство, което вероятно е било резервоар за вода, но сега е заковано с дъски.
Вътре има подове с дюшеме, които с известни повреди са запазени. Входът е от западната страна и първоначално е бил повдигнат 5-6 метра, така че да се стига до него само с подвижна стълба.
Древни йонийски капители и архитектурни елементи, както и мраморни кръстове от раннохристиянския период са използвани повторно за изграждането на кулата.
В околностите на кулата има неясни и останки от укрепеното ограждение.